# Lentate sul Seveso

Lentate sul Seveso: Piazza San Vito in una immagine del secolo XX

Lentate sul Seveso (Lentàa in dialetto brianzolo) è un comune italiano di 16 039 abitanti della provincia di Monza e della Brianza in Lombardia. È situato sulle colline della valle del Seveso, lungo il percorso della via Nazionale dei Giovi e del fiume Seveso.

## Geografia fisica
Il comune dista circa 25 km da Milano, 16 km da Monza e circa 15 km a sud di Como. Lentate si trova nell'alta pianura e si sviluppa su vari terrazzi pianeggianti o lievemente ondulati per tutto il suo territorio, molto vicino ai primi rilievi morenici a Cermenate e Carimate. Diviso a metà dal fiume Seveso a est di esso si trova per primo un terrazzo d’età intermedia (sopraelevato di 20–30 m) dove si trovano la frazione di Cimnago e numerosi campi agricoli, da qui nelle giornate terse è possibile scorgere il vicino arco prealpino donando una graziosa visione del territorio. Qui si trova la collina della Cascina Mocchirolo, sopraelevata di 10 m in più. Nella zona più a est invece, si trova un terrazzo più antico, che si eleva ancora di 15 m, cui sono presenti i boschi del Parco delle Groane. In centro troviamo la valle del Seveso, che da nord a sud si estende dai 233 a 219 m s.l.m. Il primo terrazzo che s’incontra verso ovest è quello di Camnago, paragonabile all'alta pianura, si sopraeleva di 10 m. Continuando, si trova il terrazzo d’età intermedia, elevato di altri 10–20 m, dove sono presenti il capoluogo Lentate e la statale dei Giovi, strada che collega Milano a Como. Infine, ancora più a occidente, si trova il pianalto delle Groane, dove sono site le frazioni di Copreno e Birago, elevato di altrettanti 10 m. Il centro di Lentate si trova a 250 m s.l.m.

## Origini del nome
Il nome appare per la prima volta nel XIII secolo come Lentade, Lentatum nel latino ecclesiastico. Lentate rimase il nome del paese fino al 14 dicembre 1862, quando la sottoprefettura di Monza ne chiese la modifica alla giunta in carica al fine di distinguerlo da altri comuni con il medesimo nome. L'aggiunta della dicitura "sul Seveso", che identificava il paese come quello attraversato dall'omonimo fiume, venne infine deliberata dal consiglio comunale in data 11 settembre 1862.
L'etimo è incerto. Per Dante Olivieri potrebbe derivare dalla coltura delle lenticchie ed equivarrebbe a un lentato, "campo di lenti(cchie)"; Gerhard Rohlfs ha proposto invece che sia un toponimo prediale, derivante un personale latino Lenta, con un suffisso aggettivale -ate, indicante la provenienza.

## Storia

### Origini
La storia di Copreno risale all'epoca gallo celtica. Del periodo più antico sono alcuni ritrovamenti archeologici oggi ai musei di Como e Milano.
È stato feudo del marchese Carcassola e prima ancora dei monaci di san Simpliciano di Milano. Principali possidenti in epoca moderna, sono stati i marchesi Clerici di Cavenago, ai quali subentrarono i Ginami de Licini ed i Cattaneo di Proh.
Antico è il culto verso san Mauro abate. Una leggenda popolare fa risalire la devozione verso il santo al trasporto di una statua in pietra, raffigurante san Mauro. La statua, con l'effigie di un abate, doveva essere condotta ad Asnago, ma i buoi che trainavano il carro non ne vollero sapere di raggiungere la destinazione, e si fermarono a Copreno. Certo è che i benedettini di san Simpliciano sin dal Medioevo, avevano fatto costruire una cappelletta, per devozione ai santi del loro ordine monastico. Il capitano Francesco Clerici, nel tardo Seicento, ricostruì l'attuale santuario sull'area occupata dall'antico luogo di culto benedettino, dotandolo di rendite e quadri bellissimi, tra cui un "Guercino", che però sono stati venduti dagli ultimi proprietari.
Già parte della provincia di Milano, passò nel 2009 alla provincia di Monza e della Brianza.
In realtà, al momento della nascita della provincia di Monza e Brianza, il comune di Lentate sul Seveso, pur rimanendo compreso tra i territori di comuni appartenenti alle province di Como e di Monza e Brianza, per volontà della giunta guidata da Riccardo Brunati decise di restare a far parte della provincia di Milano dando luogo di fatto ad una vera e propria enclave. Successivamente, nel 2007, la giunta subentrante guidata da Massimo Sasso deliberò l'adesione del comune di Lentate alla provincia di Monza e della Brianza, avvenuta poi il 18 dicembre 2009.

### Simboli
Lo stemma e il gonfalone sono stati concessi con regio decreto del 27 marzo 1941. 
Lo stemma riprende alcuni elementi dal blasone della famiglia dei Carcassola, dal 1626 feudatari locali (spaccato: nel 1° d'argento, all'aquila di nero, coronata d'oro; nel 2° di rosso, alla banda d'argento, accompagnata da due bisanti dello stesso), mantenendo lo smalto rosso del campo e modificando la banda da dritta a ondata, con allusione al corso del fiume Seveso. Il porro ricorda che, fin dall'antichità, la famiglia Porro possedeva molte proprietà su questo territorio. Il castello vuole ricordare l'antica fortezza che un tempo esisteva nella frazione di Copreno.
Il gonfalone è un drappo di bianco con la bordatura di rosso.

## Monumenti e luoghi d'interesse
- Chiesa parrocchiale di San Vito Martire
- Oratorio di Santo Stefano (Lentate sul Seveso)
- Oratorio di Mocchirolo
- oratorio di San Francesco Saverio
- Villa Valdettaro

## Società

### Evoluzione demografica
Abitanti censiti

### Tradizioni e folclore
Il 2 settembre 1945 si svolse nei boschi tra Mariano Comense e Lentate sul Seveso la "Grande scampagnata de l'Unità", programmata dal Partito Comunista Italiano con lo scopo di finanziare l'organo ufficiale di stampa L'Unità. Ad essa parteciparono Giorgio Amendola, Emilio Sereni, Cino Moscatelli, Gian Carlo Pajetta e Luigi Longo. Primordiale iniziativa che avrebbe dato luogo alla ben nota Festa dell'Unità, è 
entrata a far parte della tradizione popolare lentatese, continuando ad essere rievocata a cavallo dei mesi di giugno e luglio.

## Cultura

### Biblioteche
La Biblioteca Comunale di Lentate sul Seveso fa parte del Sistema Bibliotecario BrianzaBiblioteche.

### Musei
Il comune di Lentate sul Seveso ha posseduto un Museo Civico, fondato nel 1995 e aperto al pubblico nel 2003, gestito da volontari dell'Associazione per la Gestione del Museo Civico. Tale museo era incentrato sull'ambito scientifico e naturalistico, mostrando al pubblico una vasta collezione di animali impagliati da tutto il mondo, concentrandosi in modo particolare sugli uccelli e sui rapaci notturni, alcuni dei quali particolarmente rari, uova, fossili e minerali, oltre ad un erbario botanico e una collezione osteologica. Nel 2017 l'amministrazione comunale ha avuto degli scontri con l'associazione che gestiva il museo civico seguito della revoca della convenzione per la gestione dello stesso. A seguito anche di una petizione indetta dall'associazione stessa il caso è stato portato all'attenzione del Consiglio Regionale.
Successivamente, il 13 ottobre 2023 è stato aperto il Museo Diffuso di Lentate sul Seveso, che apre al pubblico dei siti di particolare interesse storico e artistico del territorio, come per esempio gli oratori

## Geografia antropica
Il comune possiede numerose frazioni, un tempo comuni autonomi della ex Provincia di Milano. Troviamo Copreno, sita a nord-ovest del capoluogo verso Cermenate e Lazzate, Cimnago sito al di là del fiume su un altopiano a nord-est verso Novedrate, Birago sito a sud-ovest di Lentate sull'altopiano delle groane e infine Camnago posizionato poco più a sud. Sono presenti, inoltre, numerose cascine per tutto il territorio.
Il comune è fortemente antropizzato, ma comunque in maniera decisamente meno rilevante degli altri comuni della provincia. Troviamo una concentrazione urbana attorno ai vari centri storici e lungo la strada "Comasina". Trovano libero spazio numerosi campi e boschi sugli altipiano delle Groane a destra e a sinistra del Seveso. Inoltre, gran parte della valle è stata lasciata libera dall'urbanizzazione ad eccezione di Camnago. 
Lentate è attraversata da nord a sud dalla strada nazionale chiamata "Comasina", che mette in comunicazione Como con Milano. A causa di ragioni storiche per cui le parrocchie del comune fecero parte dell'allor pieve di Seveso, Lentate è l'ultimo comune milanese della strada nonostante sia nettamente più vicino a Como, distante a malapena 18 km di strada in confronto ai 25 km dal centro di Milano. Il territorio da nord a sud è attraversato dalla superstrada Milano-Cermenate, che andrà a essere sostituita dalla Pedemontana Lombarda, mentre è servito il solo traffico da/per Milano. L'ultima parte di superstrada fu costruita negli anni '90, prima infatti essa finiva prima all'altezza dell'uscita di Camnago.

### Frazioni
Per breve tempo, fra il 1811 e il 1816, anche Lazzate e Misinto divennero frazioni di Lentate.

#### Birago
Birago è una frazione di circa 2 000 abitanti; oltre che con altre frazioni di Lentate, confina con Lazzate.
I suoi abitanti sono chiamati biraghesi. I santi patroni sono i santi Anna e Gioacchino. La festa del paese si festeggia il giorno 26 luglio.
Il paese è situato su una collina ad una altezza di circa 270 m.
La tradizione popolare impone la divisione in 4 rioni: piazza, laghetto, camporia e borghetto, che si fronteggiano in alcune gare a livello sportivo durante le serate della festa del paese.
Fino al 1869 Birago era un comune autonomo.
Qui Simone Cantoni edificò la Villa Raimondi, tra il 1794  e il 1798.
A Birago ha inoltre sede dal 1970 la Strumentoteca d'arte musicale, un museo che espone una delle maggiori collezioni di strumenti musicali a livello europeo (con circa 13.000 "pezzi" di varia provenienza).

#### Camnago
Camnago è una frazione di Lentate sul Seveso. Conta circa 3 000 abitanti. Si trova ad un'altezza compresa tra circa 220 metri e circa 240 metri s.l.m. Oltre che con altre frazioni di Lentate, confina con Barlassina e Meda. È attraversata dal fiume Seveso.
A Camnago è sita una stazione ferroviaria, capolinea della linea suburbana S4 Milano Cadorna - Camnago/Lentate e dove ferma anche la linea regionale Milano - Chiasso.
I suoi abitanti sono chiamati camnaghesi. I santi patroni sono i santi Quirico e Giulitta. La festa del paese si festeggia la terza domenica di luglio.
Il paese è sede del Corpo Musicale Giuseppe Verdi: nato nel 1927 rappresenta il gruppo bandistico di punta per tutto il territorio comunale di Lentate sul Seveso.

#### Cimnago
Cimnago è una frazione di Lentate sul Seveso disposta al confine con Novedrate che conta circa 700 abitanti.
I suoi abitanti sono chiamati cimnaghesi.
Il santo patrono è san Vincenzo martire. La festa del paese si festeggia la terza domenica di gennaio.

#### Copreno
Copreno (in dialetto locale Cunvrent) è una frazione di Lentate sul Seveso che conta quasi 3 000 abitanti. Fino al 1869 Copreno era un comune autonomo. Per breve tempo, in epoca napoleonica, fu unito a Lazzate.
Gli edifici principali sono le ville Avogadro, Beccaria Bonesana, Clerici con i loro parchi, e le chiese di sant'Alessandro, san Mauro Abate e l'oratorio di San Francesco Saverio. In quest'ultimo edificio è sepolto il cav. Giorgio Clerici di Cavenago, membro del comitato di guerra delle 5 giornate di Milano, amico di Carlo Cattaneo.
Copreno è anche ricordato come luogo di villeggiatura frequentato da Alessandro Manzoni. Il cugino di Manzoni, Giacomo Beccaria, era proprietario del palazzo Beccaria Bonesana, prospiciente la piazza del borgo. L'edificio fu ricostruito tra settecento e ottocento, inglobando fabbricati precedenti, appartenuti ai nobili Porro.
In Copreno, soggiornò anche il maestro Arturo Toscanini, ospite della cantante lirica Maria Farneti. Quest'ultima, con il marito avvocato Luigi Riboldi, impresario teatrale del lirico di Milano, aveva acquistato villa Clerici, dai Ginami de Licini.
In tempi relativamente recenti è stato costruito il nuovo complesso parrocchiale, che comprende la chiesa di santa Maria e san Giuseppe.
Il piccolo borgo è sede di molte associazioni.
Festa principale il 15 gennaio, San Mauro, e si festeggia la domenica più vicina.

## Amministrazione
| Periodo | Periodo   | Primo cittadino  | Partito                        | Carica  | Note |
| ------- | --------- | ---------------- | ------------------------------ | ------- | ---- |
| 2002    | 2007      | Riccardo Brunati | centrosinistra                 | Sindaco |      |
| 2007    | 2012      | Massimo Sasso    | centrodestra                   | Sindaco |      |
| 2012    | 2017      | Rosella Rivolta  | lista civica di centrosinistra | Sindaco |      |
| 2017    | in carica | Laura Ferrari    | centrodestra                   | Sindaco |      |